# Rodan (jméno)
Rodan je mužské křestní jméno. Rodan je slovanské jméno, patrně souvisí s přídavným jménem rodný, zrozený. Na boha Roda se oslavoval svátek jménem Rožanice.[zdroj?]

## Známí nositelé
- Rod (mytologie) - slovanský bůh zrodu